# باول وايت (كاهن رعية)
باول وايت (بالإنجليزية: Paul White)‏ هو كاهن رعية أسترالي، ولد في 1949.